# Шумряниново
Шумряниново — деревня в Печорском районе Псковской области России. Входит в состав сельского поселения «Лавровская волость».
Расположена в 2 км к северу от волостного центра, деревни Лавры, и в 29 км к юго-западу от райцентра, города Печоры.

## Население
Численность населения деревни по оценке на конец 2000 года составляла 25 жителей.
| 2001 | 2002 | 2010 |
| ---- | ---- | ---- |
| 25   | ↘22  | ↘16  |